# (1153) Wallenbergia
(1153) Wallenbergia – planetoida z grupy pasa głównego asteroid okrążająca Słońce w ciągu 3 lat i 94 dni w średniej odległości 2,2 au. Została odkryta 5 września 1924 roku w Obserwatorium Simejiz na górze Koszka na Półwyspie Krymskim przez Siergieja Bielawskiego. Nazwa planetoidy pochodzi od Georga Jamesa Wallenberga, niemieckiego matematyka. Przed nadaniem nazwy planetoida nosiła oznaczenie tymczasowe (1153) 1924 SL.